# Capacho
Capacho ist eine Ortschaft im Osten Uruguays.

## Geographie
Sie befindet sich auf dem Gebiet des Departamento Rocha in dessen Sektor 5 nördlich von La Coronilla. In etwa fünf Kilometern nordöstlicher Richtung ist mit Palmares de la Coronilla eine weitere Ansiedlung gelegen. Östlich von Capacho liegt in rund zwei Kilometern Entfernung die Küste des Südatlantik, während sich im Westen die Cuchilla de la Angostura erstreckt.

## Infrastruktur
Capacho ist über die am östlichen Ortsrand vorbeiführende Ruta 9 an das Verkehrswegenetz angeschlossen.

## Einwohner
Bei der Volkszählung im Jahre 2011 wurden 457 Einwohner ermittelt, davon 218 männliche und 239 weibliche.
| Jahr | Einwohner |
| ---- | --------- |
| 1963 | 176       |
| 1975 | 181       |
| 1985 | 218       |
| 1996 | 550       |
| 2004 | 471       |
| 2011 | 457       |

Quelle: Instituto Nacional de Estadística de Uruguay